# Hildesind
Hildesind (segle x) fou un eclesiàstic català i primer abat del monestir de Sant Pere de Rodes entre el 947 i el 991. Des del 979 també fou bisbe d'Elna.
Era fill de Tassi, un membre de la noblesa local que el 926 va convertir la cel·la monàstica de Rodes en el monestir, el va fer independent mentre li atorgava diversos béns de la seva propietat. Juntament amb el seu fill es van encarregar de construir la primera església del conjunt monàstic i gràcies als contactes d'ambdós amb la monarquia franca, van poder fer-lo créixer en poder i prestigi. Ambdós foren enterrats en el monestir, i foren col·locades unes làpides sepulcrals commemoratives de la seva tasca com a constructors del temple.